# Sci alpino ai XVIII Giochi olimpici invernali - Slalom speciale maschile
Tra le competizioni dello sci alpino ai XVIII Giochi olimpici invernali di Nagano 1998 lo slalom speciale maschile si disputò sabato 21 febbraio sulla pista Mount Yakebitai di Shigakōgen; il norvegese Hans Petter Buraas vinse la medaglia d'oro, il suo connazionale Ole Kristian Furuseth quella d'argento e l'austriaco Thomas Sykora quella di bronzo.
Detentore uscente del titolo era l'austriaco Thomas Stangassinger, che aveva vinto la gara dei XVII Giochi olimpici invernali di Lillehammer 1994 disputata sul tracciato di Hafjell precedendo l'italiano Alberto Tomba (medaglia d'argento) e lo sloveno Jure Košir (medaglia di bronzo); il campione mondiale in carica era il norvegese Tom Stiansen, vincitore a Sestriere 1997 davanti al francese Sébastien Amiez e a Tomba.

## Risultati
| 1  | 7  | Hans Petter Buraas    | Norvegia      | 0:55,28 | 2   | 0:54,03 | 1   | 1:49,31 |        |     |     |
| 2  | 5  | Ole Kristian Furuseth | Norvegia      | 0:55,53 | 3   | 0:55,11 | 4   | 1:50,64 | +1,33  |     |     |
| 3  | 3  | Thomas Sykora         | Austria       | 0:55,06 | 1   | 0:55,62 | 12  | 1:50,68 | +1,37  |     |     |
| 4  | 12 | Tom Stiansen          | Norvegia      | 0:55,70 | 5   | 0:55,20 | 5   | 1:50,90 | +1,59  |     |     |
| 5  | 16 | Christian Mayer       | Austria       | 0:56,37 | 8   | 0:54,72 | 2   | 1:51,09 | +1,78  |     |     |
| 6  | 4  | Thomas Stangassinger  | Austria       | 0:55,63 | 4   | 0:55,62 | 12  | 1:51,25 | +1,94  |     |     |
| 7  | 1  | Finn Christian Jagge  | Norvegia      | 0:56,06 | 6   | 0:55,33 | 7   | 1:51,39 | +2,08  |     |     |
| 8  | 13 | Joël Chenal           | Francia       | 0:56,68 | 14  | 0:54,83 | 3   | 1:51,51 | +2,20  |     |     |
| 9  | 33 | Kalle Palander        | Finlandia     | 0:56,37 | 8   | 0:55,44 | 10  | 1:51,81 | +2,50  |     |     |
| 10 | 9  | Pierrick Bourgeat     | Francia       | 0:56,28 | 7   | 0:55,54 | 11  | 1:51,82 | +2,51  |     |     |
| 11 | 27 | Matteo Nana           | Italia        | 0:56,59 | 12  | 0:55,37 | 9   | 1:51,96 | +2,65  |     |     |
| 12 | 29 | Didier Plaschy        | Svizzera      | 0:56,67 | 13  | 0:55,36 | 8   | 1:52,03 | +2,72  |     |     |
| 13 | 2  | Kiminobu Kimura       | Giappone      | 0:56,53 | 10  | 0:55,62 | 12  | 1:52,15 | +2,84  |     |     |
| 14 | 8  | Sébastien Amiez       | Francia       | 0:56,96 | 16  | 0:55,23 | 6   | 1:52,19 | +2,88  |     |     |
| 15 | 25 | Matt Grosjean         | Stati Uniti   | 0:56,58 | 11  | 0:55,98 | 16  | 1:52,56 | +3,25  |     |     |
| 16 | 32 | Angelo Weiss          | Italia        | 0:56,87 | 15  | 0:55,93 | 15  | 1:52,80 | +3,49  |     |     |
| 17 | 26 | Matjaž Vrhovnik       | Slovenia      | 0:57,36 | 20  | 0:57,29 | 18  | 1:54,65 | +5,34  |     |     |
| 18 | 17 | Paul Accola           | Svizzera      | 0:57,56 | 23  | 0:57,35 | 19  | 1:54,91 | +5,60  |     |     |
| 19 | 15 | Michael von Grünigen  | Svizzera      | 0:57,33 | 19  | 0:57,63 | 21  | 1:54,96 | +5,65  |     |     |
| 20 | 31 | Gaku Hirasawa         | Giappone      | 0:57,74 | 24  | 0:57,50 | 20  | 1:55,24 | +5,93  |     |     |
| 21 | 35 | Takuya Ishioka        | Giappone      | 0:58,85 | 28  | 0:56,84 | 17  | 1:55,69 | +6,38  |     |     |
| 22 | 52 | Stefan Georgiev       | Bulgaria      | 0:57,95 | 27  | 0:58,17 | 23  | 1:56,12 | +6,81  |     |     |
| 23 | 46 | Hur Seung-wook        | Corea del Sud | 0:59,94 | 30  | 0:58,07 | 22  | 1:58,01 | +8,70  |     |     |
| 24 | 58 | Gabriel Hottegindre   | Uruguay       | 1:01,98 | 31  | 1:01,29 | 24  | 2:03,27 | +13,96 |     |     |
| 25 | 56 | Sveinn Brynjólfsson   | Islanda       | 1:03,58 | 32  | 1:02,66 | 25  | 2:06,24 | +16,93 |     |     |
| 26 | 57 | Alexander Heath       | Sudafrica     | 1:06,82 | 33  | 1:07,62 | 27  | 2:14,44 | +25,13 |     |     |
| 27 | 62 | Arsen Harutyunyan     | Armenia       | 1:07,51 | 34  | 1:07,60 | 26  | 2:15,11 | +25,80 |     |     |
| 28 | 59 | Komil Urunbaev        | Uzbekistan    | 1:09,55 | 35  | 1:09,30 | 28  | 2:18,85 | +29,54 |     |     |
| 29 | 65 | Arif Alaftargil       | Turchia       | 1:12,36 | 36  | 1:12,73 | 29  | 2:25,09 | +35,78 |     |     |
| 30 | 64 | Hassan Shemshaki      | Iran          | 1:13,59 | 38  | 1:13,40 | 30  | 2:26,99 | +37,68 |     |     |
| 31 | 63 | William Schenker      | Porto Rico    | 1:12,95 | 37  | 1:15,93 | 31  | 2:28,88 | +39,57 |     |     |
|    | 38 | Andrzej Bachleda      | Polonia       | 0:57,45 | 21  | DNF     | DNF | DNF     | DNF    | DNF | DNF |
|    | 39 | Bode Miller           | Stati Uniti   | 0:57,52 | 22  | DNF     | DNF | DNF     | DNF    | DNF | DNF |
|    | 43 | Marcel Maxa           | Rep. Ceca     | 0:57,81 | 25  | DNF     | DNF | DNF     | DNF    | DNF | DNF |
|    | 42 | Thomas Lödler         | Croazia       | 0:57,91 | 26  | DNF     | DNF | DNF     | DNF    | DNF | DNF |
|    | 51 | Petăr Dičev           | Bulgaria      | 0:59,62 | 29  | DNF     | DNF | DNF     | DNF    | DNF | DNF |
|    | 36 | Drago Grubelnik       | Slovenia      | 0:57,06 | 18  | DSQ     | DSQ | DSQ     | DSQ    | DSQ | DSQ |
|    | 6  | Alberto Tomba         | Italia        | 0:57,00 | 17  | DNS     | DNS | DNS     | DNS    | DNS | DNS |
|    | 10 | Fabrizio Tescari      | Italia        | DNF     | DNF | DNF     | DNF | DNF     | DNF    | DNF | DNF |
|    | 11 | Andrej Miklavc        | Slovenia      | DNF     | DNF | DNF     | DNF | DNF     | DNF    | DNF | DNF |
|    | 14 | Jure Košir            | Slovenia      | DNF     | DNF | DNF     | DNF | DNF     | DNF    | DNF | DNF |
|    | 18 | Kristinn Björnsson    | Islanda       | DNF     | DNF | DNF     | DNF | DNF     | DNF    | DNF | DNF |
|    | 20 | Martin Hansson        | Svezia        | DNF     | DNF | DNF     | DNF | DNF     | DNF    | DNF | DNF |
|    | 21 | Mario Reiter          | Austria       | DNF     | DNF | DNF     | DNF | DNF     | DNF    | DNF | DNF |
|    | 22 | Markus Eberle         | Germania      | DNF     | DNF | DNF     | DNF | DNF     | DNF    | DNF | DNF |
|    | 23 | Thomas Grandi         | Canada        | DNF     | DNF | DNF     | DNF | DNF     | DNF    | DNF | DNF |
|    | 24 | François Simond       | Francia       | DNF     | DNF | DNF     | DNF | DNF     | DNF    | DNF | DNF |
|    | 28 | Marco Casanova        | Svizzera      | DNF     | DNF | DNF     | DNF | DNF     | DNF    | DNF | DNF |
|    | 30 | Mika Marila           | Finlandia     | DNF     | DNF | DNF     | DNF | DNF     | DNF    | DNF | DNF |
|    | 34 | Chip Knight           | Stati Uniti   | DNF     | DNF | DNF     | DNF | DNF     | DNF    | DNF | DNF |
|    | 37 | Andy LeRoy            | Stati Uniti   | DNF     | DNF | DNF     | DNF | DNF     | DNF    | DNF | DNF |
|    | 40 | Kentarō Minagawa      | Giappone      | DNF     | DNF | DNF     | DNF | DNF     | DNF    | DNF | DNF |
|    | 44 | Haukur Arnórsson      | Islanda       | DNF     | DNF | DNF     | DNF | DNF     | DNF    | DNF | DNF |
|    | 45 | Gerard Escoda         | Andorra       | DNF     | DNF | DNF     | DNF | DNF     | DNF    | DNF | DNF |
|    | 47 | Arnór Gunnarsson      | Islanda       | DNF     | DNF | DNF     | DNF | DNF     | DNF    | DNF | DNF |
|    | 48 | Ljubomir Popov        | Bulgaria      | DNF     | DNF | DNF     | DNF | DNF     | DNF    | DNF | DNF |
|    | 49 | Sami Uotila           | Finlandia     | DNF     | DNF | DNF     | DNF | DNF     | DNF    | DNF | DNF |
|    | 50 | Victor Gómez          | Andorra       | DNF     | DNF | DNF     | DNF | DNF     | DNF    | DNF | DNF |
|    | 53 | Byun Jong-moon        | Corea del Sud | DNF     | DNF | DNF     | DNF | DNF     | DNF    | DNF | DNF |
|    | 54 | Angel Pumpalov        | Bulgaria      | DNF     | DNF | DNF     | DNF | DNF     | DNF    | DNF | DNF |
|    | 55 | Arne Hardenberg       | Danimarca     | DNF     | DNF | DNF     | DNF | DNF     | DNF    | DNF | DNF |
|    | 60 | Vassilis Dimitriadis  | Grecia        | DNF     | DNF | DNF     | DNF | DNF     | DNF    | DNF | DNF |
|    | 61 | Levan Abramishvili    | Georgia       | DNF     | DNF | DNF     | DNF | DNF     | DNF    | DNF | DNF |
|    | 66 | Andreas Vasili        | Cipro         | DNF     | DNF | DNF     | DNF | DNF     | DNF    | DNF | DNF |
|    | 41 | Alain Baxter          | Gran Bretagna | DSQ     | DSQ | DSQ     | DSQ | DSQ     | DSQ    | DSQ | DSQ |
|    | 19 | Alois Vogl            | Germania      | DNS     | DNS | DNS     | DNS | DNS     | DNS    | DNS | DNS |

Legenda:

DNF = prova non completata

DSQ = squalificato

DNS = non partito

Pos. = posizione

Pett. = pettorale
1ª manche:

Ore: 9.30 (UTC+9)

Pista: Mount Yakebitai

Partenza: 1 890 m s.l.m.

Arrivo: 1 670 m s.l.m.

Dislivello: 220 m

Porte: 65

Tracciatore: Fritz Züger (Svizzera)
2ª manche:

Ore: 13.00 (UTC+9)

Pista: Mount Yakebitai

Partenza: 1 890 m s.l.m.

Arrivo: 1 670 m s.l.m.

Dislivello: 220 m

Porte: 65

Tracciatore: Stefano Dalmasso (Francia)